# Nelson Vails
Nelson Vails (Nova York, 13 d'octubre de 1960) va ser un ciclista nord-americà que era especialista en les proves en pista. El seu èxit, més important el va aconseguir als Jocs Olímpics de 1984 a Los Angeles, on va aconseguir la medalla de plata a la prova de Velocitat individual.

## Palmarès
- 1983
  - Medalla d'or als Jocs Panamericans en Velocitat
- 1984
  -  Medalla de plata als Jocs Olímpics de Los Angeles en Velocitat individual
  -  Campió dels Estats Units en Velocitat
  -  Campió dels Estats Units en Tàndem
- 1985
  -  Campió dels Estats Units en Tàndem
- 1986
  -  Campió dels Estats Units en Tàndem